# Jean-Jules-Antoine Lecomte du Nouÿ

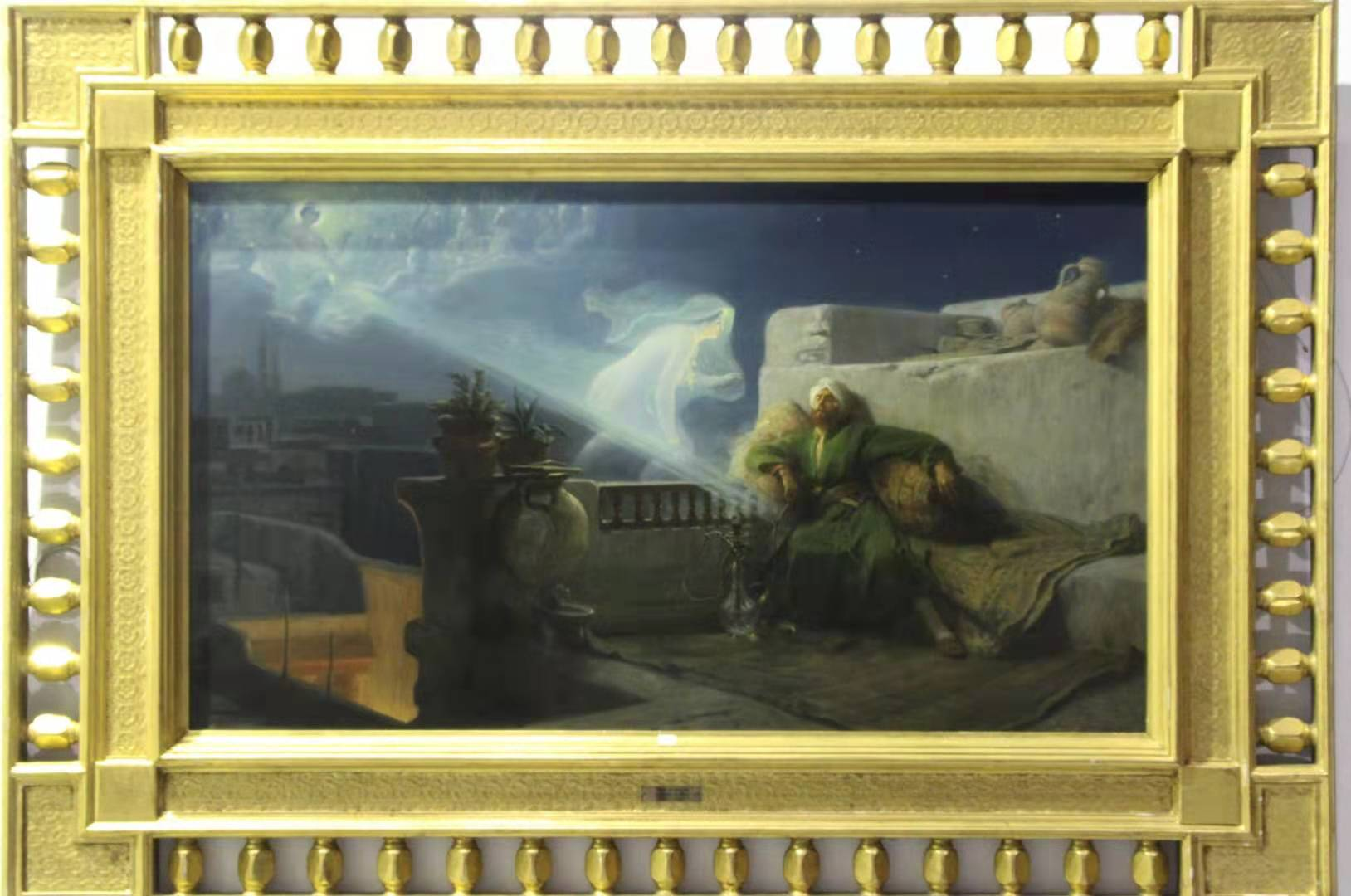
Rêve d'Orient, Salon 1905, Paris.

Jean-Jules-Antoine Lecomte du Nouÿ (Parigi, 10 giugno 1842 – Parigi, 19 febbraio 1923) è stato un pittore e scultore francese orientalista.

## Biografia
Figlio di Jules Michel Lecomte e di Félicité Alexandrine du Nouÿ, fratello maggiore dell'architetto André Lecomte du Nouÿ (1844-1914), fu allievo di Charles Gleyre (1806-1874), di Émile Signol (1804-1892) e infine di Jean-Léon Gérôme (1824-1904). Il suo quadro Francesca da Rimini e Paolo nella caverna segna il suo debutto al Salon parigino del 1863, dove espose regolarmente tutti gli anni: nel 1866, a 24 anni, ottenne una medaglia per L'invocazione di Nettuno e, nel 1872, conquistò il secondo posto al Prix de Rome con la Morte di Giocasta.
Ancora nel 1872 lo Stato acquistò il dipinto I portatori di cattive notizie per il Palazzo del Luxembourg, nel 1873 L'incantatore per il Museo di Reims e nel 1874 l'Eros per il Museo di Tours. Nel 1873 gli commissionò vaste decorazioni della chiesa della Sainte-Trinité di Parigi: si tratta del Saint Vincent de Paul ramène des galériens à la foi (1876) e del Saint Vincent de Paul secourant les Alsaciens et les Lorrains après la guerre de 1637 (1879). Nel 1875 Jean Lecomte du Nouÿ viaggiò lungamente tra la Grecia e la Turchia e poi ancora in Egitto e in Romania.
Conservatore e cattolico, sposò in prime nozze, nel 1876, Valentine Peigné-Crémieux (1855-1876), ebrea, nipote del senatore Adolphe Crémieux, la quale morì pochi mesi dopo; risposato con Caroline Evrard (1851-1892), ebbe l'unico figlio Jacques Théodore Jules Lecomte du Nouÿ (1885-1961), che sarà architetto e archeologo. Si risposò ancora, in tarda età, con la giovane Térésa Marie Fisanne.

## Alcune opere
- Le Guet-à-pens (1864)
- Invocation de Neptune (1866)
- Le Souper de Beaucaire (1869)

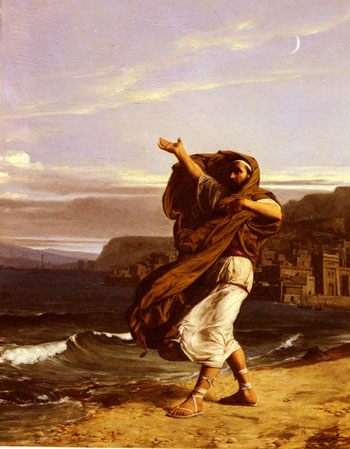
Demostene si esercita nell'oratoria

- Démosthène s'exerçant à la parole (1870)
- Chrétiennes au tombeau de la Vierge (1871)
- Judith (1875)
- Adolphe Crémieux (1878)
- Le Marabout prophète (1884)
- L'Esclave blanche (1888)

- Le Samedi au quartier juif (1889)
- Le Dimanche à Venise (1890)

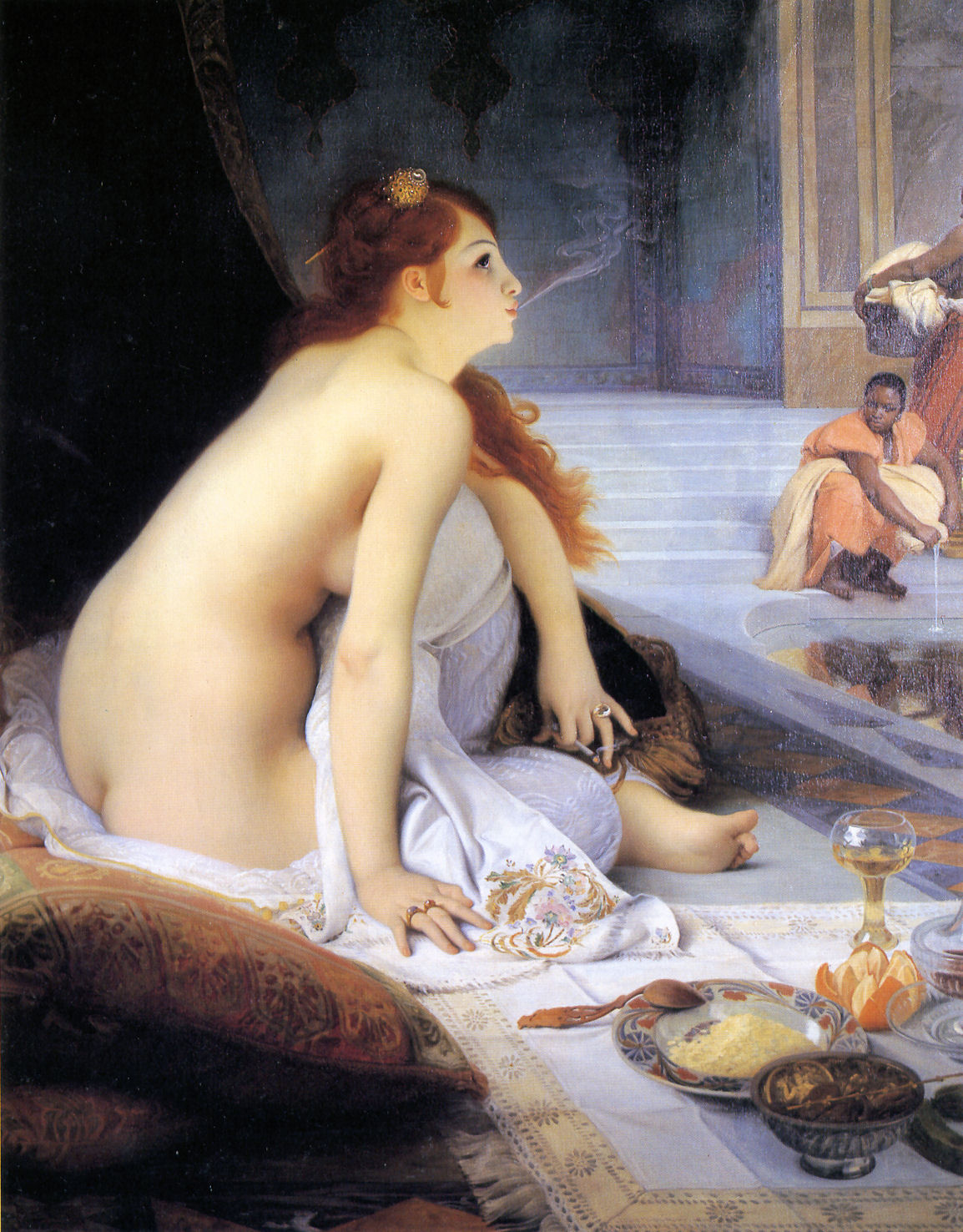
La schiava bianca

- Portrait du Roi et de la Reine de Roumanie (1899)
- Mademoiselle de Maupin (1902)
- La Sorcière (1904)
- Rêve d'Orient (1904)
- La Péri et le Poète (1905)
- La Dernière Ronde (1913)
- Étude pour la Victoire (1919)